# Harungana madagascariensis
El Harungana madagascariensis es una especie de planta con flores que se encuenytra en la isla de Madagascar y otras partes de África. Esta planta es conocida popularmente como árbol de sangre de dragón, árbol de naranjo de leche o haronga.

## Descripción
El árbol conocido como haronga es de tamaño pequeño y denso, generalmente alcanzando alturas de entre 4 y 7 metros, aunque en ocasiones puede llegar a crecer hasta 25 metros. Sus ramas emergen de un tronco cilíndrico, mientras que su copa parece tener un color verde dorado. El tronco siempre presenta una forma angular y bifurcada. La corteza, de tonalidad granate, se encuentra fisurada verticalmente, con escamas dispuestas en forma vertical que se desprenden con facilidad. Una característica distintiva de este árbol es su látex naranja casi fluorescente, el cual se libera cuando se arrancan las hojas o se rompen las ramas. La mayor parte de la superficie del árbol está cubierta de pelos en forma de estrella. En caso de daño, la corteza exuda un látex de color naranja.
Sus hojas son opuestas, simples y ovadas. láminas foliares 6-20 por 3-10 cm. las hojas parecen brillantes. El envés de la lámina de la hoja está cubierto de pelos o escamas estrelladas. Nervios prominentes. la superficie inferior está cubierta de un denso pelo oxidado. numerosos nervios laterales. Las hojas tiernas se distinguen por su superficie inferior marrón. Ápice ahusado. Pecíolo 1,5–3 cm de largo.
Las flores son pequeñas, de aproximadamente 5-6 mm. Bisexual. Color blanco o crema. Con aroma a almendra. Los sépalos están marcados por puntos de color marrón rojizo oscuro. Estambres fusionados en cinco haces, generalmente dos o tres estambres por haz. Pero ocasionalmente también se pueden encontrar estambres únicos. El ovario está marcado por manchas glandulares oscuras. Los tallos y el cáliz están cubiertos de pelos cortos y oxidados. En el sur de África, la floración se puede observar de enero a abril y la temporada de fructificación dura hasta octubre. En Sierra Leona, la floración de la planta comienza en mayo y alcanza su máximo en agosto y septiembre, luego disminuye alrededor de diciembre.
Los frutos son pequeños, de unos 3 mm de diámetro, +/-globulares. Parece una baya (drupa). Los frutos parecen ser de color naranja verdoso y se vuelven rojos cuando maduran. Cáliz persistente. Los frutos están marcados por puntos y rayas glandulares. La superficie del endocarpio es dura, lo que dificulta su corte. El fruto no es comestible y no tiene uso aparente.
Sus cotiledones son ampliamente espatulados, márgenes marcados con glándulas "aceiteosas" oscuras y pecíolos relativamente largos y delgados. En la décima etapa de la hoja: las glándulas 'aceiteosas' parecen ser muy oscuras, visibles con luz transmitida y en la parte inferior de la lámina de la hoja. Las semillas son susceptibles al ataque de insectos.

## Uso
La Harunga madagascariensis se utiliza a diario en diversos campos como la construcción, la medicina, la alimentación y los textiles:
- Construcción: el tronco se utiliza para construir casas en el Bajo Congo;
- Energía: el tronco se utiliza para producir carbón vegetal;
- Medicina: todas las partes del árbol se utilizan de distintas maneras para tratar diversas afecciones y enfermedades. La corteza y las hojas se inhalan para tratar enfermedades del hígado, la savia y la corteza se utilizan como vermífugo, y la savia resinosa se usa externamente para enfermedades de la piel (micosis, irritación, sarna, picor, etc.). La goma está indicada para los cortes y la resina trata los cólicos, mientras que la infusión de corteza se utiliza para tratar la disentería y, en los bebés, el estreñimiento y las flatulencias. Para los problemas ginecológicos (abortos, dismenorreas, etc.), se recomienda una decocción a base de corteza o raíces. El fruto también se utiliza como laxante cuando se come crudo y puede provocar vómitos;[4]
- Sexualidad: la corteza, la savia y la goma se consideran afrodisíacas;
- Alimentación: la fruta se come cruda como tentempié y es especialmente popular entre los niños, pero también entre los adultos, en forma de sidra local donde se fermenta la fruta;
- Textiles: el látex amarillo se utiliza como tinte natural.
- Higiene: la corteza y las raíces masticadas se utilizan como sustituto de la pasta de dientes.

## Farmacología
Esta planta se ha utilizado como tratamiento para varias enfermedades como ictericia, fiebre tifoidea, anemia, además de algunos problemas de piel y cardíacos. Se correlacionan con diferentes pruebas farmacológicas involucradas con diferentes extractos de plantas y pueden identificarse como antioxidantes y antitricomonales.